# Eucryphia
Eucryphia Cav.,1798  è un genere di alberi della famiglia Cunoniaceae.

## Tassonomia
Il genere Eucryphia comprende le seguenti specie:
- Eucryphia cordifolia Cav.
- Eucryphia glutinosa (Poepp. & Endl.) Baill.
- Eucryphia × hybrida J.Bausch
- Eucryphia jinksii P.I.Forst.
- Eucryphia lucida (Labill.) Baill.
- Eucryphia milliganii Hook.f.
- Eucryphia moorei F.Muell.
- Eucryphia × nymansensis J.Bausch
- Eucryphia wilkiei B.Hyland

## Distribuzione e habitat
Il genere ha una distribuzione disgiunta: due specie sono endemiche del Cile e dell'Argentina e cinque dell'Australia.